# Olympische Sommerspiele 2016/Rudern – Doppelzweier (Männer)
Der Ruderwettbewerb im Doppelzweier der Männer im Rahmen der Ruderregatta der Olympischen Sommerspiele 2016 in Rio de Janeiro wurde vom 6. bis 11. August 2016 in der Lagune Rodrigo de Freitas ausgetragen. 26 Athleten in 13 Mannschaften traten an.
Der Wettbewerb, der über die olympische Ruderdistanz von 2000 Metern ausgetragen wurde, begann mit drei Vorläufen mit jeweils vier oder fünf Mannschaften. Die jeweils erst-, zweit- und drittplatzierten Mannschaften der Vorläufe qualifizierten sich direkt für das Halbfinale, während die verbleibenden vier Mannschaften in den Hoffnungslauf mussten. Hier qualifizierten sich noch einmal die ersten drei Teams für das Halbfinale. In den beiden Läufen des Halbfinals qualifizierten sich jeweils die drei erstplatzierten Mannschaften für das Finale, während die viert- bis sechstplatzierten im B-Finale um Platz 7 bis 12 ruderten. Im Finale am 11. August kämpften sechs Mannschaften um olympische Medaillen.
Die jeweils für die nächste Runde qualifizierten Mannschaften sind hellgrün unterlegt.
Das Finale wurde von den kroatischen Brüdern Martin und Valent Sinković gewonnen, die bereits den Olympiazyklus zuvor in dieser Wettbewerbsklasse dominiert hatten. Sie wurden kurz vor Schluss des Finals von der starken litauischen Mannschaft mit Saulius Ritter und Mindaugas Griškonis bedrängt, die schließlich die Silbermedaille erruderten. Dritte wurden aus Norwegen Kjetil Borch und der zweimalige Olympiasieger im Einer Olaf Tufte.

## Titelträger und Ausgangslage
| Olympiasieger (London 2012)                | Neuseeland Nathan Cohen, Joseph Sullivan  |
| Weltmeister (Aiguebelette 2015)            | Kroatien Martin Sinković, Valent Sinković |
| Europameister (Brandenburg 2016)           | Kroatien Martin Sinković, Valent Sinković |
| Weltbestzeit (5:59,72 min, Amsterdam 2014) | Kroatien Martin Sinković, Valent Sinković |

## Teilnehmer
| Qualifikation                | Nation                 | Mannschaft                         |
| ---------------------------- | ---------------------- | ---------------------------------- |
| Weltmeisterschaften 2015     | Kroatien               | Martin Sinković Valent Sinković    |
| Weltmeisterschaften 2015     | Litauen                | Mindaugas Griškonis Saulius Ritter |
| Weltmeisterschaften 2015     | Neuseeland             | Christopher Harris Robert Manson   |
| Weltmeisterschaften 2015     | Deutschland            | Marcel Hacker Stephan Krüger       |
| Weltmeisterschaften 2015     | Australien             | David Watts Christopher Morgan     |
| Weltmeisterschaften 2015     | Frankreich             | Matthieu Androdias Hugo Boucheron  |
| Weltmeisterschaften 2015     | Aserbaidschan          | Aleksandar Aleksandrov Boris Yotov |
| Weltmeisterschaften 2015     | Vereinigtes Königreich | John Collins Jonathan Walton       |
| Weltmeisterschaften 2015     | Kuba                   | Adrián Oquendo Eduardo Rubio       |
| Weltmeisterschaften 2015     | Italien                | Romano Battisti Francesco Fossi    |
| Weltmeisterschaften 2015     | Bulgarien              | Georgi Boschilow Kristian Wasiljew |
| Internationale Qualifikation | Norwegen               | Kjetil Borch Olaf Tufte            |
| Internationale Qualifikation | Serbien                | Marko Marjanović Andrija Šljukić   |

## Vorläufe
Samstag, 6. August 2016

### Vorlauf 1
| Platz | Boot           | Besatzung                           | Zeit (min) | Qualifikation |
| ----- | -------------- | ----------------------------------- | ---------- | ------------- |
| 1     | Neuseeland     | Christopher Harris, Robert Manson   | 6:40,35    | Halbfinale    |
| 2     | Aserbaidschan  | Aleksandar Aleksandrov, Boris Yotov | 6:40,52    | Halbfinale    |
| 3     | Italien        | Romano Battisti, Francesco Fossi    | 6:42,33    | Halbfinale    |
| 4     | Großbritannien | John Collins, Jonathan Walton       | 6:43,93    | Hoffnungslauf |
| 5     | Kuba           | Adrián Oquendo, Eduardo Rubio       | 6:52,20    | Hoffnungslauf |

### Vorlauf 2
| Platz | Boot        | Besatzung                           | Zeit (min) | Qualifikation |
| ----- | ----------- | ----------------------------------- | ---------- | ------------- |
| 1     | Litauen     | Mindaugas Griškonis, Saulius Ritter | 6:29,11    | Halbfinale    |
| 2     | Norwegen    | Kjetil Borch, Olaf Tufte            | 6:30,58    | Halbfinale    |
| 3     | Deutschland | Marcel Hacker, Stephan Krüger       | 6:31,85    | Halbfinale    |
| 4     | Bulgarien   | Georgi Boschilow, Kristian Wasiljew | 6:44,31    | Hoffnungslauf |

### Vorlauf 3
| Platz | Boot       | Besatzung                          | Zeit (min) | Qualifikation |
| ----- | ---------- | ---------------------------------- | ---------- | ------------- |
| 1     | Kroatien   | Martin Sinković, Valent Sinković   | 6:30,09    | Halbfinale    |
| 2     | Frankreich | Matthieu Androdias, Hugo Boucheron | 6:33,03    | Halbfinale    |
| 3     | Australien | David Watts, Christopher Morgan    | 6:36,39    | Halbfinale    |
| 4     | Serbien    | Marko Marjanović, Andrija Šljukić  | 7:07,29    | Hoffnungslauf |

## Hoffnungslauf
geplant am Sonntag, 7. August 2016, verschoben auf Montag, 8. August 2016
| Platz | Boot           | Besatzung                           | Zeit (min) | Qualifikation |
| ----- | -------------- | ----------------------------------- | ---------- | ------------- |
| 1     | Großbritannien | John Collins, Jonathan Walton       | 6:19,60    | Halbfinale    |
| 2     | Bulgarien      | Georgi Boschilow, Kristian Wasiljew | 6:20,56    | Halbfinale    |
| 3     | Serbien        | Marko Marjanović, Andrija Šljukić   | 6:20,62    | Halbfinale    |
| 4     | Kuba           | Adrián Oquendo, Eduardo Rubio       | 6:21,52    | –             |

## Halbfinale
Dienstag, 9. August 2016

### Halbfinale 1
| Platz | Boot           | Besatzung                           | Zeit (min) | Qualifikation |
| ----- | -------------- | ----------------------------------- | ---------- | ------------- |
| 1     | Kroatien       | Martin Sinković, Valent Sinković    | 6:12,27    | Finale        |
| 2     | Norwegen       | Kjetil Borch, Olaf Tufte            | 6:13,50    | Finale        |
| 3     | Großbritannien | John Collins, Jonathan Walton       | 6:13,83    | Finale        |
| 4     | Neuseeland     | Christopher Harris, Robert Manson   | 6:17,01    | B-Finale      |
| 5     | Australien     | David Watts, Christopher Morgan     | 6:19,36    | B-Finale      |
| 6     | Bulgarien      | Georgi Boschilow, Kristian Wasiljew | 6:47,00    | B-Finale      |

### Halbfinale 2
| Platz | Boot          | Besatzung                           | Zeit (min) | Qualifikation |
| ----- | ------------- | ----------------------------------- | ---------- | ------------- |
| 1     | Litauen       | Mindaugas Griškonis, Saulius Ritter | 6:14,61    | Finale        |
| 2     | Italien       | Romano Battisti, Francesco Fossi    | 6:15,24    | Finale        |
| 3     | Frankreich    | Matthieu Androdias, Hugo Boucheron  | 6:16,15    | Finale        |
| 4     | Deutschland   | Marcel Hacker, Stephan Krüger       | 6:18,32    | B-Finale      |
| 5     | Serbien       | Marko Marjanović, Andrija Šljukić   | 6:27,66    | B-Finale      |
| 6     | Aserbaidschan | Aleksandar Aleksandrov, Boris Yotov | 6:37,49    | B-Finale      |

## Finale
Donnerstag, 11. August 2016

Anmerkung: Ermittlung der Plätze 1 bis 6
| Platz | Boot           | Besatzung                           | Zeit (min) |
| ----- | -------------- | ----------------------------------- | ---------- |
| 1     | Kroatien       | Martin Sinković, Valent Sinković    | 6:50,28    |
| 2     | Litauen        | Mindaugas Griškonis, Saulius Ritter | 6:51,39    |
| 3     | Norwegen       | Kjetil Borch, Olaf Tufte            | 6:53,25    |
| 4     | Italien        | Romano Battisti, Francesco Fossi    | 6:57,10    |
| 5     | Großbritannien | John Collins, Jonathan Walton       | 7:01,25    |
| 6     | Frankreich     | Matthieu Androdias, Hugo Boucheron  | 7:02,06    |

### B-Finale
Anmerkung: Ermittlung der Plätze 7 bis 12
| Platz | Boot          | Besatzung                           | Zeit (min) |
| ----- | ------------- | ----------------------------------- | ---------- |
| 7     | Australien    | David Watts, Christopher Morgan     | 6:58,11    |
| 8     | Deutschland   | Marcel Hacker, Stephan Krüger       | 6:58,86    |
| 9     | Bulgarien     | Georgi Boschilow, Kristian Wasiljew | 7:00,85    |
| 10    | Serbien       | Marko Marjanović, Andrija Šljukić   | 7:03,13    |
| 11    | Neuseeland    | Christopher Harris, Robert Manson   | 7:06,80    |
| 12    | Aserbaidschan | Aleksandar Aleksandrov, Boris Yotov | 7:24,03    |

### Weiteres Klassement ohne Finals
| Platz | Boot | Besatzung                     | Zeit (min) |
| ----- | ---- | ----------------------------- | ---------- |
| 13    | Kuba | Adrián Oquendo, Eduardo Rubio | –          |